# Türkvizyonsongfestival 2015
Het Türkvizyonsongfestival 2015 was de derde editie van het Türkvizyonsongfestival. Het werd gehouden in Istanboel in Turkije in december 2015. Oorspronkelijk zou niet Turkije maar Turkmenistan het festival organiseren, maar de Turkmeense omroep AA maakte bekend niet in staat te zijn het festival te organiseren waardoor het festival verhuisde naar Istanboel.

## Deelnemers
Er namen 21 landen/gebieden mee aan het festival. Noord-Cyprus nam na een jaar afwezigheid opnieuw mee aan het festival, mede doordat Turkije Noord-Cyprus erkent als een volwaardig land. Opmerkelijk was dat Karatsjaj-Tsjerkessië zich alleen had aangemeld, terwijl dit gebied de afgelopen twee edities telkens deelnam in samenwerking met Kabardië-Balkarië. Nadat de officiële deelnemerslijst echter gepubliceerd werd, bleek dat de gebieden toch samen zouden deelnemen aan het festival. De Russische deelrepubliek Dagestan deed voor het eerst mee aan het festival. Ook de Koemukken namen voor het eerst deel. Moskou had besloten na de vorige editie niet meer mee te doen. Vlak voor het festival meldden ook Sandžak (Servië) en Syrië zich nog aan voor hun eerste deelname.
Vanwege de ruzie tussen Rusland en Turkije vroeg de Russische regering aan de Russisch deelnemende gebieden om af te zien van deelname aan het festival. Alle Russische gebieden trokken daarop hun deelname in. Daarbuiten trok ook Turkmenistan zich nog terug van het festival.

## Uitslag
| Plaats | Land                  | Taal           | Artiest                    | Lied                | Punten |
| ------ | --------------------- | -------------- | -------------------------- | ------------------- | ------ |
| 1      | Kirgizië              | Kirgizisch     | Jiidesh İdirisova          | Kim bilet           | 194    |
| 2      | Kazachstan            | Kazachs        | Orda                       | Olay emes           | 185    |
| 3      | Turkije               | Turks          | Görkem Durmaz              | Hırçın sular        | 175    |
| 4      | Macedonië             | Turks          | Kaan Mazhar                | Böyle olmamalıydı   | 165    |
| 5      | Syrië                 | Turks          | Adil Şan                   | Geliş               | 165    |
| 6      | Bulgarije             | Turks          | Big Star Life              | Istanbuldayız       | 162    |
| 7      | Azerbeidzjan          | Azerbeidzjaans | Mehman Tağıyev             | İstanbul            | 155    |
| 8      | Albanië               | Turks          | Xhoi Bejko & Visar Rexhepi | Adi hasret          | 154    |
| 9      | Noord-Cyprus          | Turks          | İpek Amber                 | Sessiz gidiş        | 154    |
| 10     | Gagaoezië             | Turks          | Valentin Ormanji           | Sev beni sev        | 154    |
| 11     | Duitsland             | Turks          | Derya Kaptan               | Sessiz çığlık       | 153    |
| 12     | Bosnië en Herzegovina | Bosnisch       | Adis Škaljo                | Pa šta              | 153    |
| 13     | Oekraïne              | Gagaoezisch    | Anna Mitioglo              | Baaşla bana         | 148    |
| 14     | Kosovo                | Turks          | Tolga Kazaz                | Sevmek günah midir? | 141    |
| 15     | Servië                | Servisch       | Almedin Varošanin          | Trag                | 140    |
| 16     | Georgië               | Azerbeidzjaans | Anar Askerov               | Tenha yürek         | 138    |
| 17     | Irak                  | Turks          | Oğuz Sırmalı               | Serenat             | 137    |
| 18     | Roemenië              | Turks          | Edvin Eddy                 | Seviyorum, Anlasana | 134    |
| 19     | Iran                  | Azerbeidzjaans | Reza Esbilani              | Mənim arzum         | 131    |
| 20     | Wit-Rusland           | Azerbeidzjaans | Aleksandra Kazımova        | Azadlıq             | 126    |
| 21     | Oezbekistan           | Oezbeeks       | KaaPlya & Hurdona          | Azadlık             | 119    |

## Wijzigingen

Deelnemende gebieden
Gebieden die in het verleden deelgenomen hebben, en in 2015 afwezig waren.

### Debuterende gebieden
- Servië: Op 20 november 2015 meldde de Servische omroep zich nog aan voor deelname aan de derde editie van het festival. De omroep vertegenwoordigt het Servische deel van de Sandžakregio.
- Syrië: Syrië was het laatste land dat bekendmaakte nog deel te nemen aan de derde editie van het festival. Dit nieuws verscheen op 26 november 2015.

### Terugkerende gebieden
- Kosovo: Op 11 december 2015 werd Kosovo - bij de eerste editie in 2013 laatste werd in de finale - toch nog als deelnemer aangekondigd.
- Noord-Cyprus: Omdat het festival op het laatste moment door Turkije werd georganiseerd kon Noord-Cyprus als zesentwintigste deelnemer alsnog meedoen. Hierdoor keert Noord-Cyprus terug naar het festival aangezien het land zichzelf het jaar voordien had teruggetrokken omdat de vertegenwoordigster van Noord-Cyprus Tatarije niet in kon met haar Noord-Cypriotisch paspoort.
- Wit-Rusland: Op 28 november 2015 werd Wit-Rusland als 33ste land aangekondigd. Dit was opvallend nieuws, aangezien de Wit-Russische omroep al eerder had bekendgemaakt niet te willen deelnemen aan de derde editie van het festival.

### Terugtrekkende gebieden
Op verzoek van de Russische regering trokken de Russische gebieden hun deelname in:
- Basjkirostan: Eigenlijk zou de Ziliya Bakhtiyeva het gebied vertegenwoordigen op het festival.
- Chakassië:  Eigenlijk zouden Sayana Saburova & Olga Vasilyeva het gebied vertegenwoordigen op het festival.
- Jakoetië: Dalaana zou eigenlijk Jakoetië vertegenwoordigen.
- Kabardië-Balkarië: Het gebied zou samen met Karatsjaj-Tsjerkessië vertegenwoordigd worden door İslam Appa en zijn Karatsjaj-Balkaarse lied Unutma meni.
- Karatsjaj-Tsjerkessië: Het gebied zou samen met Kabardië-Balkarië vertegenwoordigd worden door İslam Appa en zijn Karatsjaj-Balkaarse lied Unutma meni.
- Krimrepubliek: Het gebied zou vertegenwoordigd worden door Safiie Denishaeva en haar Krim-Tataarse lied Aqın dostlar.
- Moskou:  Het gebied zou vertegenwoordigd worden door Zuleyha İlbakova en haar Basjkierse lied Bәlәkәy qıź.
- Tatarije: De regio had Yamle uitgekozen om hen te vertegenwoordigen in Istanboel.
- Toeva:  Arjaana Stal-ool zou in eerste instantie het gebied vertegenwoordigen met het Toevaanse lied Tuvam.
- Turkmenistan: Slechts twee dagen voor het festival werd duidelijk dat Turkmenistan ook niet zou deelnemen.

## Terugkerende artiesten
| Gebied    | Artiest                               | Plaats | Eerdere deelname | Plaats toen |
| --------- | ------------------------------------- | ------ | ---------------- | ----------- |
| Albanië   | Xhoi Bejko (samen met Visar Rexhepi)  | 8      | Albanië 2014     | HF 19       |
| Bulgarije | İsmail Matev (deel van Big Star Life) | 6      | Bulgarije 2014   | 11          |
| Macedonië | Kaan Mazhar                           | 4      | Macedonië 2014   | 14          |

2013 · 2014 · 2015 · 2020